# Родніна Ірина Костянтинівна
Ірина Костянтинівна Родніна (рос. Ирина Константиновна Роднина; 12 вересня 1949, СРСР) — радянська фігуристка, триразова олімпійська чемпіонка, десятиразова чемпіонка світу, громадський та політичний діяч, депутат Державної Думи Федеральних Зборів РФ V і VI скликань від партії «Єдина Росія».
Путіністка, фігурант бази даних центру «Миротворець». Дочка живе у США.

## Санкції
Через підтримку російської агресії та порушення територіальної цілісності України під час російсько-української війни перебуває під персональними міжнародними санкціями різних країн.
З 23 лютого 2022 року перебуває під санкціями всіх країн Європейського союзу.
З 15 березня 2022 року перебуває під санкціями Великої Британії.
З 24 березня 2022 року перебуває під санкціями Сполучених Штатів Америки.
З 24 лютого 2022 року перебуває під санкціями Канади.
З 25 лютого 2022 року перебуває під санкціями Швейцарії.
З 26 лютого 2022 року перебуває під санкціями Австралії.
Указом президента України Володимира Зеленського від 7 вересня 2022 року перебуває під санкціями України.
З 12 жовтня 2022 року перебуває під санкціями Нової Зеландії.